# Ficus crassipes
Ficus crassipes là một loài thực vật có hoa trong họ Moraceae. Loài này được F.M.Bailey mô tả khoa học đầu tiên năm 1889.